# Briga

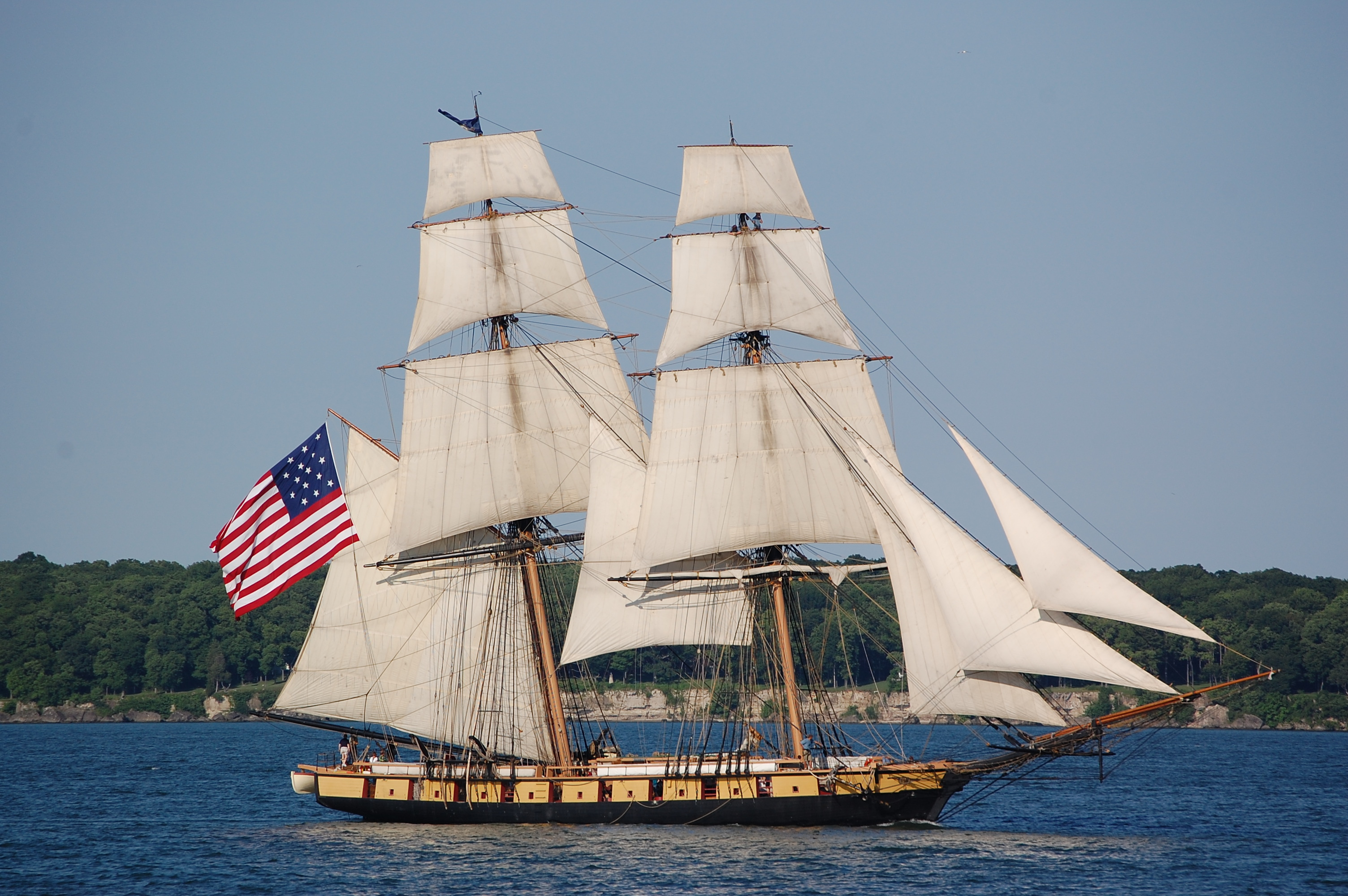
Americká briga Niagara

Briga byla středně velká univerzální plachetnice, používaná od 18. do 19. století v různých námořních oborech od rybolovu po válečné využití.
Briga byla dlouhá 30 až 50 metrů. Poměr délky k šířce byl 4 až 5:1. Briga měla střídmé tvary a ladné linie. Na horní palubě se nestavěly žádné vysoké palubní nástavby a výzdoba byla velmi omezená.
Briga měla dva třídílné stěžně, z nichž první byl o něco kratší. Na nich byly upevněny příčné plachty ve třech úrovních, a to hlavní plachta, košová plachta a brámová plachta. Ve spodní části zadního stěžně a někdy i hlavního byla upevněna vratiplachta. Na přídi čněl dlouhý dvoudílný nebo třídílný čelen, na kterém bylo uchyceno podélné lanoví a soustava příďových trojcípých plachet (kosatky, létavky). Výzbroj této plachetnice se omezovala na několik děl a hlavní zbraní proti pirátům byla její rychlost a dobrá ovladatelnost. Tyto výhody ovšem využívali i piráti a korzáři.
Brigou je například La Grace, která je pojmenována po plavidle českého exulanta a prvního známého českého námořního kapitána Augustina Heřmana. Jeho původní La Grace byla ovšem fregata.

## Etymologie
Briga jako označení typu lodi pochází z anglického brig, které vzniklo zkrácením slova brigantine pocházejícího z italského brigantino (lehká pirátská loď) odvozeného od brigante (lupič, loupeživý voják) a dále pak od briga (boj, potyčka).